# Flugplatz Rheine-Eschendorf

i7
i11
i13
Der Flugplatz Rheine-Eschendorf (ICAO-Code: EDXE) ist ein Verkehrslandeplatz in Rheine. Er wird überwiegend von Segelfliegern und Piloten mit Motorflugzeugen der Echo- und UL-Klasse benutzt, steht aber auch der Geschäftsfliegerei zur Verfügung.
Der Flugplatz wird vom Luftsportverein Rheine-Eschendorf e. V. betrieben und beherbergt neben Gastronomie auch einen Flugzeugcharter, eine Flugschule, Veranstaltungsräume und ein Hotel. Ebenfalls am Platz ansässig sind ein Unternehmen für Bannerschleppflüge („PICOFLY“) und ein Fallschirmsprungverein. Gestartet und gelandet wird auf einer 920 m langen Graspiste in den Richtungen 284 Grad und 104 Grad. Die Tankstelle steht mit AVGAS und MOGAS zur Verfügung.

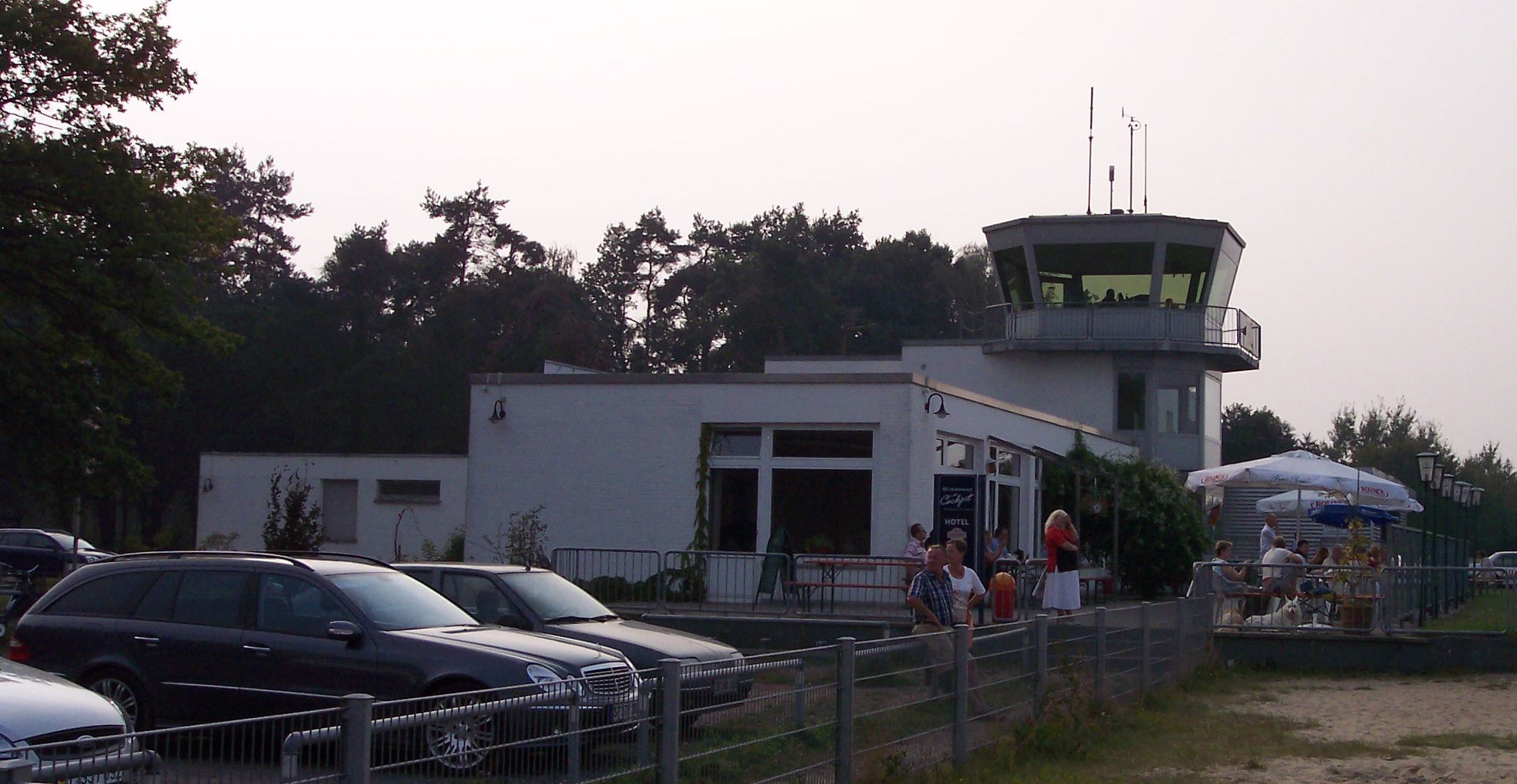
Tower des Flugplatzes